# في انتظار بازوليني
في انتظار بازوليني هو فيلم مغربي من إخراج داوود اولاد السيد سنة 2007، وبطولة كل من محمد بسطاوي، محمد مجد، مصطفى تاه تاه، وآخرون.
الفيلم مستوحى من قصة حقيقية، لكومبارس اشتغل مع المخرج الإيطالي بازوليني الذي جاء إلى مدينة ورزازات سنة 1970، وارتبط معه بصداقة حميمة وعشق شخصيته.

## القصة
يتحدث الفيلم عن رغبة أهل إحدى القرى القريبة من مدينة ورزازات (هوليوود أفريقيا) في العمل في المجال السينمائي العالمي، على الأقل ككومبارس، بغية الحصول على دفق مالي يعينهم على تدبير أمور حياتهم اليومية وشراء المستلزمات الدراسية لأبنائهم أو إصلاح الدور التي يعيشون فيها. هكذا ستدب الحياة قوية من جديد في هؤلاء الناس، ذكوراً وإناثاً، شباباً وشيباً، لا سيما بعد أن يتناهى إلى سمعهم خبر مجيء بعض السينمائيين العالميين لتصوير أحد الأفلام الكبرى المستوحى موضوعه من الإنجيل، فيحلمون بالاشتغال فيه، خصوصاً بعد أن تم تداول اسم المخرج العالمي بازوليني بينهم باعتباره مخرجاً لهذا الفيلم، الذي يعرفه ابن منطقتهم «التهامي»، والذي سبق له العمل معه منذ ما يربو على الأربعين سنة. هكذا سيسارع الجميع لإجراء «الكاستينغ» وكلهم أمل بأن يتم قبولهم. وعلى رغم أن التهامي سيعرف فيما بعد بموت المخرج بازوليني، فإنه، تحت قوة الحلم الذي أصبح يراود أهل القرية في العمل ضمن كومبارس الفيلم، لم يستطع إخبارهم بالحقيقة، بل تابع مسايرتهم في هذا الحلم، واعداًَ إياهم بمساعدتهم في عملية تحقيقه. ومع كبر الحلم، وتشبعه سيأخذ الفيلم مساراً آخر، إذ سيشب نزاع بين طاقم الفيلم وبين الناس من أهل القرية الراغبين في الاشغال فيه ككومبارس، كما أن التهامي الذي يعرف حقيقة الأمر، سيشعر بوخز الضمير لعدم إخبارهم بوفاة بازوليني وبأن هذا الطاقم السينمائي الحالي لا علاقة تربطه بالمخرج بازوليني.

## جوائز
فاز الفيلم بجائزة أحسن فيلم عربي في مهرجان القاهرة السينمائي الحادي والثلاثون. كما فاز بالجائزة الكبرى (العصفور الذهبي) لمهرجان الفيلم الفرنكوفوني بآسفي في دورته السادسة.

## وصلات خارجية
- في انتظار بازوليني على موقع IMDb (الإنجليزية)
- في انتظار بازوليني على موقع ألو سيني (الفرنسية)
- في انتظار بازوليني على موقع قاعدة بيانات الفيلم (الإنجليزية)
- في انتظار بازوليني على موقع ليتربوكسد (الإنجليزية)